# صباح الخير (فلم)
صباح الخير هو فيلم مصري اُنتج عام 1947، من بطولة محمد فوزي، وصباح.

## قصة الفيلم
مطرب متزوج من مطربة، لكنه يغار من ميل زوجته لمطرب لبناني، وإعجابها به. يتنكر في زي المطرب اللبناني محاولاً استمالة زوجته. لكنه لا يعلم أن المطرب اللبناني قد وصل إلى مصر، والتقى بزوجة المطرب قبل أن يتنكر، مما ينتج مواقف ضاحكة.